# Ulica Zagórska w Kielcach
Ulica Zagórska w Kielcach – jedna z ulic Kielc. Biegnie od skrzyżowaniu z ulicą Stefana Żeromskiego, ulicą Winnicką i Placem Stanisława Moniuszki do Zagórza. Posiada po jednym pasie ruchu w obie strony.
Ulica Zagórska pojawia się w zbliżonym do obecnego kształcie już na mapach starych Kielc w początkach XX wieku. Pod koniec lat 50. rozpoczęto budowę osiedla Zagórska Północ. W 1966 roku przy ulicy Zagórskiej utworzono przychodnię lekarską, a także ośrodek "Praktyczna Pani". Rok później przekazano do użytku lokale handlowe (bloki nr 53 i 60) oraz pocztę. W latach 60. nie istniały jeszcze charakterystyczne dla Kieleckiej Spółdzielni Mieszkaniowej bloki. Wzdłuż ulicy stały wówczas jednorodzinne, parterowe domy.
W latach 80. rozpoczęto realizację inwestycji budynku mieszkalno-usługowego przy ulicy Zagórskiej 36. Przerwano ją i dokończono dopiero w latach 1996-1998. Blok otrzymał pierwszą nagrodę w zorganizowanym przez "Gazetę Wyborczą" konkursie w kategorii domów wielomieszkaniowych. W 2003 roku na odcinku między ulicą Szczecińską a ulicą Głogową wybudowano kanalizację sanitarną. W latach 2001–2002 przeprowadzono remont ulicy na odcinku od ulicy Źródłowej do ulicy Szczecińskiej, natomiast w 2011 roku odcinek od skrzyżowania z ul. Szczecińską aż do kościoła w Zagórzu.
Na ulicy Zagórskiej znajduje się 15 przystanków Komunikacji Miejskiej w Kielcach. Kursuje nią pięć linii autobusowych. Ponadto, za skrzyżowaniem z ulicami Cedzyńską i Głogowską znajduje się pętla autobusowa, na której zatrzymują się linie 14, 21, 28 i 112.